# Boronia obovata
Boronia obovata är en vinruteväxtart som beskrevs av Cyril Tenison White. Boronia obovata ingår i släktet Boronia och familjen vinruteväxter. Inga underarter finns listade i Catalogue of Life.